# 佐藤ノア
佐藤 ノア（さとう のあ、1997年7月9日 - ）は、日本のファッションモデル、歌手、YouTuber。ガールズバンド「suga/es（シュガレス）」のボーカル。Shuka inc.、およびKETEL所属。

## 来歴
1997年7月9日生まれ、北海道札幌市出身。
札幌を中心に活動しているファッション団体『FLASH SAPPORO』の1期生として所属。2016年4月に上京し、WEGO原宿竹下通り店やWEGO TOKYO原宿店に勤務する傍ら、読者モデルとして活動。
同年7月、読者モデルのよしかわなみ（ギター）、おりはらまよ（ベース）、広瀬ちひろ（ドラムス）と共にガールズバンド「suga/es（シュガレス）」を結成し、ボーカルを務める。バンド名はシュガーレスに由来しており、『甘そうで甘くない』という意味が込められている。
同年8月、益若つばさプロデュースのコスメティックブランド『CandyDoll』の、ヘアメイクやダイエットなどに関する情報を発信するプロジェクト『CandyDoll部』に参加。
2017年5月、美容系YouTuberとしても活動を開始。メイクやスキンケアに関する動画を投稿。
同年7月、AbemaTVの『ゴシップジェネレーション』にレギュラーとして出演。
2020年1月、「suga/es（シュガレス）」の活動を休止。
同年4月、講談社が主催する『ミスiD2021』オーディションの選考委員を務める。
同年7月、所属していた事務所LEXINGTONを退社し、個人事務所Shuka inc.の設立を発表。同時に、株式会社KETELとの専属エージェント契約を締結し、ビジネス上の窓口をKETEL社に一任。
同年8月よりAbemaTVの『オオカミくんには騙されない』に出演。
2023年2月、「suga/es（シュガレス）」の活動を再開。

## 人物
- Twitter約40万人、Instagram約52万人のフォロワーを有する[注 2]。
- 彼氏が撮影しているかのようなシチュエーションでの写真『彼女感シリーズ』をSNSにたびたびアップロードして人気を集めている。日本テレビ系バラエティ番組『ニノさん』に出演した際、自称彼氏を名乗るファンが多く、Twitterで「『おはよう』って呟いたら『今日も愛してるよ』とかいっぱい来ます」と告白。このようなリプライを受け取った時の心境について「普通に気持ち悪いです」と明かしたが、放送後にSNSで気持ち悪いです発言については「愛です」と補足した[12]。
- 可愛い女の子の画像集めが趣味で、爬虫類好き。特技はけん玉。ただし、人に言えるような趣味はないと答えることが多い。
- 好きなキャラクターはシナモロールとこぎみゅん。
- 好きな食べ物はスモークタン、チョコミントアイス、カニカマなど[13][14]。
- お酒好きと公言もしている。
- AKB48の元メンバー渡辺麻友のファンである[15]。

## 出演

### テレビ番組
- 深夜に発見!新shock感〜一度おためしください〜（テレビ東京、2017年9月）[16]
- 水曜夜のエンターテイメントバトル エンタX（テレビ東京、2017年10月）[17]
- スナック 胸キュン1000% ママこの人つれて来た！（BS12 トゥエルビ、2019年1月 - 2019年12月13日）- アルバイト 役[18]

### テレビドラマ
- ラジエーションハウス〜放射線科の診断レポート〜 第4話（フジテレビ、2019年4月29日）- 彩 役

### ウェブ番組
- ゴシップジェネレーション（AbemaTV、2017年7月 - 2018年3月）- レギュラー出演[注 1][10]
- オオカミくんには騙されない（AbemaTV、2020年8月16日 - 11月1日）

### 雑誌
- bis（光文社）[19]
- LARME（徳間書店）

### ミュージックビデオ
- 春霞（アルクリコール、2020年3月2日）[20]
- 99.9（Xmas eileen、2020年5月13日）[21]

### イベント
- SUPER C CHANNEL（2017年）[22]
- シンデレラフェス Vol.4（2017年）[23]

## 広告

### CM
- CHINTAI テレビCM（CHINTAI、2020年1月4日 - ）[24]
- Labo Labo ウェブCM (ドクターシーラボ、2020年3月 - )[25]
- 東北地区Honda Cars テレビCM(Honda Cars、2024年4月6日 - )[26]

### イメージキャラクター
- 髪を守る椿ちゃん イメージキャラクター（柳屋本店、2019年2月 - ）[27]
- emTULLE イメージモデル（フリュー、2019年4月 - ）[28]
- meチョコ アンバサダー（株式会社明治、2020年11月 - ）- テレビCMの主題歌も担当[29][30]

## ディスコグラフィー
※ソロ活動のみを記載。
- 「LONELY STAR NIGHT」（2020年11月25日）- デジタルシングル
- 「ONE ROOM LOVE」（2021年1月3日）- デジタルシングル
- 「DOLL'S LIFE」（2021年3月16日）- デジタルシングル

## 書籍
- 白昼夢（2019年2月26日、トランスワールドジャパン、ISBN 978-4-86256-254-8）- 写真集
- 嫌いな自分にさよならしたいあなたにあげる魔法（2020年2月14日、KADOKAWA、ISBN 978-4-04-604702-1）- エッセイ
- Sugar Sick（2021年2月16日、光文社、ISBN 978-4334902650）- スタイルブック